# Scopula eurhythma
Scopula eurhythma är en fjärilsart som beskrevs av Louis Beethoven Prout 1935. Scopula eurhythma ingår i släktet Scopula och familjen mätare. Inga underarter finns listade.